# Любен Дюгмеджиев
Любен Димитров Дюгмеджиев е български юрист, общественик, политик, публицист, активен член на Българската работническа социалдемократическа партия (БРСДП), партията на т. нар. широки социалисти. Народен представител в XXV обикновено народно събрание и в V народно събрание.

## Биография
Любен Дюгмеджиев е роден на 12 април 1882 г. в Шумен. Завършва гимназия в Русе, след което за кратко е учител в Разградско и Поповско.

Като младеж, току-що завършил гимназия, той изпраща свои стихотворения до редакцията на сп. „Ново време“: 
„През лятото на 1902 г. Стилиян Чилингиров, мой съгражданин и приятел, ми съобщи, че в последната книжка на „Ново време” били напечатани мои стихотворения. Затичах се до читалище „Архангел Михаил” и с треперещи ръце заразгръщах страниците на списанието. Така аз се почувствах някак сроден с списанието и неговия редактор. Но повече не съм изпращал стихове за „Ново време”. 2
През 1905 г., Л. Дюгмеджиев взема участие в създаването на Учителската социалдемократическа организация редом с Димо Хаджидимов, Ламби Кандев, Митьо Станев и др. Следва право в София, Женева, Лозана и Загреб като през 1912 г. защитава докторска степен в Загребския университет.
След завръщането си, той се установява завинаги като адвокат в София. Наред със солидните си правни знания и висока култура, д-р Л. Дюгмеджиев се проявява и като даровит публицист и поет. Негови статии, очерци и стихове са печатани в „Работнически вестник“, „Червен смях“ и в много други периодични издания. През 1926 г. излиза сборникът с разкази „По разкаляния път“.
Активен член е на Българската работническа социалдемократическа партия – БРСДП (об.) . От 1919 до 1923 г. е училищен настоятел и окръжен съветник на БКП в София. Той е първият преводач на „Интернационалът“ – химна на международния пролетариат, отпечатан в България в 20 хиляди екземпляра.
В началото на Втората световна война е народен представител и секретар на парламентарната група на партията в XXV обикновено народно събрание. При второто четене на Закона за защита на нацията той оспорва мотивите на законопроекта и изцяло го отхвърля. Дюгмеджиев е касиран през 1941 г. и е интерниран в лагера „Гонда вода“.
След Деветосептемврийския преврат е определен за председател на Шести състав на т.нар. Народен съд в София. Подава оставка, защото преди началото на съдебните заседания е извикан в ЦК на БРП(к) и са му връчени писмени указания как да протече процесът и какви присъди да бъдат произнесени. Не се поддава на натиска и заявява, че той подписва само присъди, чиито мотиви и след сто години няма да могат да бъдат оборени. Заради постъпката му не получава партиен или държавен пост.
Работи като адвокат, преподава в Държавната политехника, участва в създаването на законодателството. Членува в Международния юридически съюз.
През 1966 г. е избран за народен представител в Петото народно събрание.

Д-р Любен Дюгмеджиев е и запален турист. Първото си пътешествие сред природата той прави още като юноша през Балкана до Сливен. Запленен от красотата на природата ни, той остава неин верен поклонник до края на дните си:
„Няма нищо по-хубаво – казваше той – от природата. Никъде човек не може да изпита такава наслада, каквато изпитва от земната красота…” 5
Председател е на туристическото дружество „Фонфон“ в София. След закриването на туристическите дружества, той не се откъсва от туризма. Намира своето място в ръководството на Републиканската секция по туризъм при Върховния комитет за физическа култура и спорт. А от възстановяването на Българския туристически съюз (БТС) през 1957 г. до края на дните си е член на неговия Централен съвет. Той е и първият председател на Съвета на ветераните-туристи при Централния съвет БТС.
Награден е с орден „Георги Димитров“ и други ордени и медали.
Умира на 9 септември 1967 г. в София.